# Термохімія

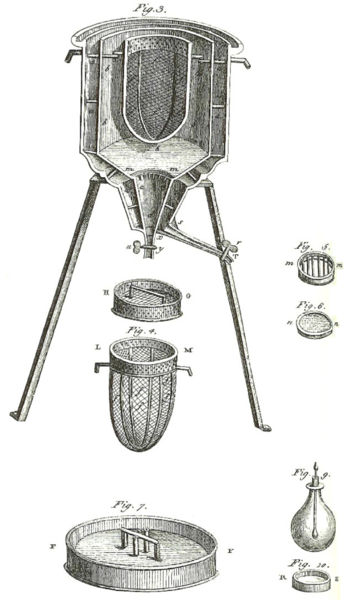
Перший у світі льодовий калориметр, що використовувався в зимку 1782—83 Антуаном Лавуазьє та П'єром-Сімоном Лапласом, для визначення теплоти втягнутої в різноматні хімічні зміни. Розрахунки базувалися на відкритій до цього Джозефом Блеком прихованій теплоті. Ці експерименти відзначили заснування термохімії

Термохі́мія — розділ хімічної термодинаміки, у задачу якого входить визначення та вивчення теплових ефектів реакцій, а також встановлення їх взаємозалежностей з різними фізико-хімічними параметрами. Ще однією із задач термохімії є вимір теплоємностей речовин та встановлення їх теплот фазових переходів.

## Загальний опис
Термохімія вивчає теплові явища, що супроводжують хімічні реакції (теплоту утворення, теплоту згорання), нагрівання чи охолодження внаслідок розчинення чогось у рідині. У завдання термохімії входить також вимірювання і обчислення теплот фазових переходів, розчинення, розведення і інш. процесів, вивчення теплоємкостей, ентальпій і ентропії речовин. Осн. експериментальний метод Термохімії — калориметрія. Складність, а іноді і неможливість прямого вимірювання теплових ефектів деяких реакцій приводить до необхідності їх визначення побічним шляхом за допомогою закону Гесса (тепловий ефект при відсутності роботи зовнішніх сил залежить лише від природи вихідних речовин та продуктів реакції і не залежить від проміжних хімічних перетворень у системі). Дані та закономірності, які отримуються Т., використовуються для розрахунків теплових балансів технологічних процесів, що сприяє вибору оптимальних умов хімічних виробництв.

## Методи термохімії
Основними експериментальними методами термохімії є калориметрія, диференційний термічний аналіз, дериватографія. У термохімічних рівняннях необхідно вказувати агрегатні стани речовин за допомогою літерних індексів, а тепловий ефект реакції (ΔQ) записувати окремо, через кому. Символи біля знаку теплового ефекту реакції мають вказувати на тиск та температуру, при якій тепловий ефект вимірювався чи обчислювався.
Однією з найважливіших величин у термохімії, якщо не найважливішою, є стандартна теплота утворення. Стандартною теплотою утворення складної речовини називають тепловий ефект реакції утворення одного моля цієї речовини з простих речовин у стандартному стані. Стандартна ентальпія утворення найстабільніших (але не всіх алотропів) простих речовин приймається рівною нулеві. У термохімії часто використовуються рівняння, у яких тепловий ефект відносять до одного моля утвореної речовини, при цьому можуть використовуватися в разі необхідності дробні коефіцієнти для інших речовин.